# Acanthodoris hudsoni
Acanthodoris hudsoni MacFarland, 1905 è un mollusco nudibranchio della famiglia Onchidorididae.